# Conquéte de la province de Yi par Liu Bei
Guerres de la fin de la dynastie Han
La conquête de la province de Yi par Liu Bei (chinois simplifié : 刘备争夺益州之战 ; chinois traditionnel : 劉備爭奪益州之戰 ; pinyin : Líu Bèi Zhēngduó Yìzhōu Zhī Zhàn) est une campagne militaire menée par le seigneur de guerre Liu Bei contre Liu Zhang, pour ravir à ce dernier le contrôle de la province de Yi, qui correspond actuellement au Sichuan et à la ville de Chongqing. Cette campagne se déroule entre 212 et 214, pendant la fin de la dynastie Han et se conclut par la victoire de Liu Bei, qui devient le nouveau maitre de Yi aux dépens de Liu Zhang. C'est à partir de la province de Yi que Bei va fonder le royaume du Shu Han, au début de la période des trois royaumes.

## Situation avant la conquête
Après la bataille de la Falaise rouge, Sun Quan invite Liu Bei à conquérir la province de Yi avec lui, mais ce dernier refuse fermement l'invitation en lui disant : "Si vous partez à la conquête de la terre de Shu, je rase mes cheveux et pars vivre en ermite au fin fond des collines. La terre sous le ciel peut entendre ma promesse, et je tiendrai paroleǃ " Croyant ce que lui dit Liu Bei, Sun Quan abandonne son plan. En réalité, Liu tente de prendre la Province de Yi pour lui-même, tout en négociant auprès de Quan pour obtenir le comté de Yiling et la commanderie de Nan. En 211, Liu Zhang, le gouverneur de la Province de Yi, entend des rumeurs disant que Cao Cao a l’intention d’attaquer Zhang Lu, le seigneur de la ville de Hanzhong. Or, Hanzhong est à la fois un emplacement stratégique et la "porte d'entrée" nord de la Province de Yi. Craignant pour sa vie et son pouvoir, Liu Zhang envoie Fa Zheng conclure une alliance avec Liu Bei, ce sur les conseils de Zhang Song. Ravi d'une telle offre, Liu Bei prend immédiatement la tête de ses hommes et pénètre dans la Province de Yi, sous prétexte d’aider Liu Zhang à conquérir Hanzhong.

## La campagne

### Prise de Jiameng
Liu Bei pénètre dans la Sichuan à la tête d'une force expéditionnaire, en laissant derrière lui Zhuge Liang, Guan Yu, Zhang Fei et Zhao Yun pour qu'ils gardent la Province de Jing. Liu Zhang accueille chaleureusement Liu Bei et lui fournit des renforts ainsi que des provisions et du matériel supplémentaire. Liu Bei se dirige alors vers le col de Jiameng, qui est située au sud-ouest de l’actuelle ville de Guangyuan et sert de frontière entre les territoires de Liu Zhang et de Zhang Lu. Au lieu d’engager le combat contre Lu, Liu Bei stoppe son avance et préfère chercher à multiplier les contacts et étendre son influence dans la région, en prévision de sa prise de contrôle de la Province de Yi.
En 212, Pang Tong, un des conseillers de Liu Bei, présente à son maître trois plans possibles pour s'emparer de Yi :
- le premier consiste à avancer rapidement avec les troupes disponibles à cet instant, pour prendre Chengdu à Liu Zhang ;
- le deuxième consiste à prendre le commandement des armées de Liu Zhang dans le Nord et ensuite de capturer Chengdu ;
- le troisième consiste à retourner à Baidicheng et à attendre une autre opportunité.

Liu choisit la deuxième option et ment à Liu Zhang pour lui faire croire qu'il a besoin de davantage de troupes pour détourner l’attention de Cao Cao, qui est pour l'instant concentré sur l'est où Sun Quan est attaqué. Pour cela, il demande 10 000 soldats de plus et du ravitaillement supplémentaire pour aider à la défense de la Province de Jing. Liu Zhang lui envoie 40 % des troupes et la moitié des fournitures qu'il a demandées.
Zhang Su (張肅), le frère aîné de Zhang Song, découvre que son frère communique en secret avec Liu Bei et que tous les deux complotent pour prendre le contrôle de la province de Yi. Il signale sa découverte à Liu Zhang, qui est à la fois furieux et stupéfait lorsqu'il découvre ce qui se prépare. Il réplique en faisant exécuter Zhang Song et donne l'ordre à ses généraux de garder les cols menant à Chengdu, pour éviter que Liu Bei se rende compte que son complot est éventé. Malgré ces précautions, Bei est informé de l'évolution de la situation par les espions qu'il a placés dans l'entourage de Liu Zhang. Avant que les ordres de Zhang ne soient transmis à Yang Huai et Gao Pei (高沛), les généraux qui gardent le col de Boshui, Liu Bei les convoque et les tue, prétextant qu’ils étaient irrespectueux envers lui. Liu Bei prend ensuite le contrôle de leurs troupes et part attaquer Fucheng (涪城). En chemin, il contourne la ville de Zitong dont les défenseurs ont fermé les portes pour résister à l’invasion.

### Corruption et défections
Au printemps de l'an 213, Liu Zhang envoie Liu Gui (劉璝), Ling Bao (冷苞), Zhang Ren, Deng Xian (鄧賢) et d’autres généraux sous les ordres de Wu Yi (吳懿) pour défendre Mianzhu (綿竹). Bien qu’il soit le plus fidèle vassal de Liu Zhang, Wu Yi change rapidement d'allégeance. Zhang envoie Li Yan et Fei Guan (費觀) pour le remplacer, mais ils se rendent également à Liu Bei. À l’époque, les soldats de Liu Zhang n'ont pas l'habitude des combats intenses, leur moral est faible. Contrairement à d'autres seigneurs de guerre, Liu Zhang ne punit pas les familles des déserteurs et il n'y a que quelques généraux qui sont réellement déterminés à combattre les envahisseurs. À l'inverse, Liu Bei promet des récompenses et des promotions à ceux qui changent d'allégeance en sa faveur. Finalement, de nombreux généraux se contentent d’accueillir Liu Bei et de lui prêter allégeance, pendant qu'il avance vers la ville de Luo (雒), ce qui correspond actuellement à la ville de Guanghan, qui est située au nord-ouest de Chengdu. Arrivé à Luo, il se retrouve face à des soldats que ne se laissent pas corrompre par les richesses ou le pouvoir et déterminés à défendre farouchement leur ville.

### Défense de Luo
À ce stade des opérations, les forces armées restantes sont sous le commandement de Liu Xun, le fils de Liu Zhang. Xun et ses soldats se sont repliés sur Luo pour unir leurs forces à celles de Ling Bao. Là, Liu Bei encercle la ville et son conseiller Pang Tong mène personnellement un assaut de grande envergure, mais les défenseurs ont riposté farouchement et Pang est tué par une flèche. Après l'échec de l'assaut, le siège se prolonge, ce qui force Liu Bei à demander des renforts à ses généraux qui sont restés dans la Province de Jing. Zhang Fei prend la tête d'une armée et attaque Jiangzhou, situé dans l'actuelle province du Chongqing, où il capture Yan Yan, un général ennemi. Face aux insultes de Zhang Fei, Yan Yan réplique en le traitant de tous les noms pour avoir envahi la Province de Yi. Furieux, Fei commence par ordonner l'exécution de Yan Yan, mais l'intrépidité de ce dernier face à la mort impressionne le général de liu Bei, qui gracie le captif. Après avoir traversé la rivière Dian (垫江), Zhang Fei enfonce une mince ligne de défense, gardée par un simple major de l'armée ennemie, avant de retrouver Liu Bei. Zhao Yun et Zhuge Liang arrivent également, après avoir pris un autre chemin.
Zhang Ren, un des généraux de Liu Zhang, tente de briser le siège en menant ses hommes sur le pont de l’Oie Sauvage avant de charger les forces de Liu ; mais il est vaincu et capturé. Sa fidélité et sa bravoure étant bien connues, Liu Bei ordonne à ses soldats de forcer le captif à faire sa soumission. Cependant, Zhang Ren répond par une réplique devenue célèbre : "Un sujet loyal ne pourra jamais servir deux maîtres !". Liu Bei déplore sa détermination et le fait exécuter.

### Prise de Chengdu
Après plus d’une année de siège, Luo finit par tomber, mais Liu Zhang continue de s'enfermer à l’intérieur de Chengdu. Ma Chao, un ancien chef de guerre de la Province de Liang et vassal de Zhang Lu, finit par accepter de tuer son camarade, Yang Bai (楊柏) et de rejoindre les rangs de l'armée de Liu Bei. En voyant arriver les troupes de Ma Chao au nord de Chengdu, les citoyens qui sont restés à l’intérieur de la ville sont terrifiés, mais persistent à vouloir mener une guerre désespérée. Cependant, le moral de Liu Zhang est au plus bas et seul Huang Quan insiste pour continuer à résister à Liu Bei, malgré une situation désespérée. Liu Bei décide d’envoyer son conseiller de longue date Jian Yong, auprès de Liu Zhang, qui était son ami avant que la guerre n’éclate. En peu de temps, Jian Yong réussit à convaincre Liu Zhang d'abandonner. C'est ainsi qu'il finit par ouvrir les portes de la ville et se rendre à Liu Bei. Toute la population de la ville pleure à la suite du sacrifice de Liu Zhang. Liu Bei succède alors à Liu Zhang comme gouverneur de la Province de Yi et confère à ce dernier le titre de Général qui Inspire l'Effroi (奮威將軍) avant de l’expatrier avec son fils à Gong'an dans la province de Jiang.
Liu Bei épouse une sœur de Wu Yi et tente de consolider son contrôle sur son domaine nouvellement conquis. La plupart des partisans de Liu, nouveaux et anciens, sont promus à des grades supérieurs et un nouveau code pénal est appliqué dans la Province de Yi, en remplacement de celui, moins strict, mis en place par Liu Zhang.

## Conséquences
Après avoir appris que Liu Bei avait conquis la Province de Yi, Sun Quan lui envoie des émissaires pour lui demander de rendre les territoires qu'il contrôle dans la Province de Jing, mais Liu lui répond : « La province de Jing vous sera rendue dès que la Province de Liang sera sous mon contrôle. » Lorsqu'il reçoit la réponse de son allié, Sun Quan, furieux, envoie Lü Meng, Ling Tong et quatre autres généraux s’emparer de Jing. Trois des commanderies de la province sont rapidement conquises, ce qui amène Liu Bei à se rendre personnellement à Gong'an pour tenter de les récupérer. Cependant, il accepte rapidement un traité avec Sun Quan qui fixe la nouvelle frontière de leurs domaines respectifs et entérine les conquêtes de Quan, car il apprend que Cao Cao a l’intention d’attaquer Hanzhong.

## Ordre de bataille des deux armées
| - Liu Bei - † Pang Tong - Liu Feng - Huang Zhong - Wei Yan - Huo Jun - Zhang Fei - Zhuge Liang - Zhao Yun - Ma Chao commence par combattre dans l'armée de Zhang Lu, puis fait défection au profit de Liu Bei | - (Se rend) Liu Zhang - Zhang Ren, capturé et exécuté - (Se rend) Zhuo Ying (卓膺) - (Se rend) Wu Lan (吳蘭) - (Se rend) Lei Tong - (Se rend) Liu Xun - Yang Huai, exécuté par Liu Bei - Gao Pei (高沛), exécuté par Liu Bei - † Liu Gui (劉璝) - † Ling Bao (冷苞) - (Se rend) Deng Xian (鄧賢) - (Se rend)Wu Yi (吳懿) - (Se rend) Li Yan - (Se rend) Fei Guan (費觀) - (Se rend) Zhang Yi (張翼) - Yan Yan, se rend après avoir été capturé - (Se rend) Huang Quan |